# Astraeus odoratus
Astraeus odoratus är en svampart som beskrevs av Phosri, Watling, M.P. Martín & Whalley 2004. Astraeus odoratus ingår i släktet Astraeus och familjen Diplocystidiaceae.   Inga underarter finns listade i Catalogue of Life.